# جورج همر
جورج همر (بالنرويجية البوكمول: Georg Hammer)‏ هو لاعب كرة قدم نرويجي، ولد في 11 ديسمبر 1950 في كريستيانسوند في النرويج. شارك مع منتخب النرويج تحت 21 سنة لكرة القدم ومنتخب النرويج لكرة القدم. أما مع النوادي، فقد لعب مع نادي شايد ونادي ليلستروم.

## وصلات خارجية
- جورج همر على موقع الاتحاد الأوربي (الإنجليزية)
- جورج همر على موقع اتحاد النرويج (النرويجية)
- جورج همر على موقع قاعدة بيانات كرة القدم.إي يو (الإنجليزية)